# Granja Font
La Granja Font es un edificio modernista de Hospitalet de Llobregat protegido como Bien Cultural de Interés Local. Su arquitecto es Ramon Puig i Gairalt.

## Descripción
Es un edificio cuadrangular de sólo una planta, con ladrillo visto y hierro forjado. Su terraza está rodeada por un muro que en el centro tiene un elemento rectangular con la parte superior curva y decorada con tres aberturas alargadas, una cornisa con voladizo separa el piso de la azotea; unas ménsulas de ladrillo con forma escalonada aguantan la cornisa. El muro está enlucido y todos los marcos y elementos decorativos son de ladrillo visto.

## Historia
El edificio era una vaquería que funcionaba como tienda de leche y como la residencia de sus propietarios. Actualmente es un bar.